# 張孝謙
張孝謙（？—？），河南省光州直隸州商城縣人，清朝政治人物、進士出身。

## 生平
光緒十五年（1889年），参加光緒己丑科殿試，登進士二甲23名。同年五月，改翰林院庶吉士。光緒十六年四月，散館，授翰林院編修。光绪二十九年，登癸卯經濟特科進士。